# Time is Never Enough
Time is Never Enough é o primeiro álbum de estúdio a solo de Pedro Nuvem.

## Faixas
1. Intro
2. Praiazul
3. Sun rise in Paros I
4. Sun rise in Paros II
5. Se yo fuera un cuervo
6. Esperanzza
7. Bifana Triste
8. Time is Never Enough
9. Good storm has gone
10. Que bom rever-te!

## Video Clipe
O Vídeo clipe do single Time is Never Enough, foi lançado durante o Faial Filmes Fest (2008).

## Composição
Com letras e voz de Pedro Nuvem, a composição musical foi desenvolvida em torno da viola baixo nos anos que antecederam o lançamento. Em Time is Never Enough, Pedro Nuvem toca baixo acústico, baixo eléctrico, contrabaixo e flauta transversal, tendo como convidados Íuri Oliveira na percussão, Cliff Silva e Miguel Sarzedas na bateria, Miguel Pereira no feliscórnio, Ricardo Espiga na guitarra eléctrica, e Estella Pellicer Canet na voz.